# Marc Antisti Labeó
Marc Antisti Labeó (en llatí Marcus Antistius Labeo) va ser un jurista romà fill de Quint Antisti Labeó (Quintus Antistius Labeo). Era membre de la gens Antístia, una família d'origen plebeu.
Era republicà com el seu pare, que havia estat un dels assassins de Juli Cèsar i s'havia suïcidat. Horaci l'esmenta com a Marc però Aule Gel·li diu que el seu nom era Quint. Es va voler dedicar a la política, però els seus antecedents familiars li van dificultar. El seu rival polític, i també jurista, Cateu Capitó, va ser nomenat cònsol quan Marc Antisti reunia totes les condicions per ser-ho. En un any posterior li van oferir el consolat, però el va rebutjar.
A partir d'aquest moment va dedicar tot el seu temps a la jurisprudència, i va estudiar amb Gai Trebaci Testa. Al seu coneixement de la llei, va afegir una àmplia cultura general, estudiant especialment filosofia, lògica i arqueologia. Fins a l'època d'Hadrià el seu nom era probablement el de més gran autoritat en temes jurídics, i diverses de les seves obres van ser resumides i anotades per altres juristes. Els seus llibres van ser seguits per Gai, Ulpià i Juli Paule. Pomponi diu que va ser un innovador (plurima innovate instituit) però en canvi Gel·li diu que va seguir els antics usatges: ratum tamen nil haberet, nisi quod justum sanctumque esse in Romanis antiquitatibus legisset. Sembla que va innovar en llei privada i va ser conservador en llei constitucional. Labeó es considera el fundador de l'escola proculiana, mentre que Cateu Capitó seria el fundador de l'escola rival sabiniana. El més segur és que els veritables fundadors de les dues escoles jurídiques fossin Pròcul i Masuri Sabí, seguidors respectivament dels mètodes d'Antisti Labeó i de Capitó.
De les seves obres Florentí només menciona Πειθανῶν βιβλία ὀκτώ i també els Libri Posteriorum en deu llibres, publicats segurament després de la seva mort, que contenien una exposició sistemàtica del dret comú. Es coneixen també els Libri ad Edictum que contenien comentaris sobre els edictes dels pretors urbans i dels peregrins, i també sobre els dels edils curuls. També es coneix un Probabilium en set llibres, una col·lecció de definicions i proposicions legals axiomàtiques que sembla que havien estat una de les seves produccions més característiques Al Digest queden segurament diversos escrits seus.
Un Labeó (aquest o el seu pare o un altre) va escriure també De Diis Penatibus, De Diis Animalibus, i  De Disciplinis Hetruscis Tagetis et Bacchetidis, De Jure Pontificio, De Oficio Augurum (possible part de De Jure Pontificio i alguna altre sobre mitologia.